# 입성책동
입성책동(立省策動) 또는 입성론(立省論)은 원 간섭기(학자에 따라서는 원 복속기)에 일부 정치인이 고려를 원나라의 한 행정구역으로 편입시키려고 한 시도들을 말한다.

## 사례
김혜원(1994)에 따르면 이 시도는 적어도 일곱 차례가 있었다. 정리한 내용은 이범직(2002)을 따랐다.
| 시기                          | 제안자             | 정치 성향        | 제기의 목적             | 입성을 반대한 사람                              |
| ----------------------------- | ------------------ | ---------------- | ----------------------- | ----------------------------------------------- |
| 1302년(충렬왕 28)             | 홍중희             | 부원 세력        | 요양행성 세력의 확대    | 충렬왕, 홍군상(洪君祥), 完澤, 哈剌哈孫          |
| 1308년~1309년(충선왕 복위~원) | 홍중희             | 부원 세력        | 충선왕의 요양 간섭 배제 | 김이(金怡), 흥성태후(興盛太后), 方忙古台        |
| 1323년(충숙왕 10) 1월         | 류청신, 오잠       | 심왕 측근 세력   | 심왕의 고려 왕 즉위     | 이제현, 拜住, 王約, 回回, 王觀                  |
| 1323년 12월                   | 류청신, 오잠       | 심왕 측근 세력   | 심왕의 고려 왕 즉위     | 김이, 이제현, 최유엄(崔有渰), 최성지(崔誠之) 등 |
| 1330년(충혜왕 즉위)           | 장백상, 양재       | 충숙왕 측근 세력 | 충숙왕 복위             | 충혜왕                                          |
| 1336년(충숙왕 복위 5)         | 노강충, 왕의, 왕영 | 충혜왕 측근 세력 | 충혜왕 복위             | 충숙왕                                          |
| 1343년(충혜왕 복위 4)         | 이운, 조익청, 기철 | 반충혜왕 세력    | 기씨 집안의 정권 장악   |                                                 |

## 관련 논문
- 이범직, 〈원 간섭기 立省論과 柳淸臣〉, 《역사교육》 81, 역사교육연구회, 2002년
- 이정신, 〈고려 후기 입성론과 국왕의 역할〉, 《한국사연구》 179, 한국사연구회, 2017년
- 이명미, 〈몽골 복속기 立省論의 구성 과정과 맥락: 초기의 立省 관련 논의를 중심으로〉, 《역사학보》 252, 역사학회, 2021년